# Vuelo inaugural del New Glenn
El vuelo inaugural del New Glenn (también conocido como NG-1) fue el primer intento de Blue Origin de lanzar el vehículo de lanzamiento de carga pesada New Glenn, llamado así en honor al astronauta de la NASA John Glenn, el primero estadounidense en orbitar la Tierra. El lanzamiento se produjo el 16 de enero de 2025 a las 07:03 UTC desde el Complejo de lanzamiento espacial 36 de Cabo Cañaveral el vehículo de lanzamiento transporto un prototipo de la plataforma de nave espacial Blue Ring.

## Operaciones iniciales
El 12 de junio de 2024, Blue Origin recibió la licencia de comunicaciones para el vuelo inaugural de New Glenn El vehículo fue seleccionado para el programa NSSL con la expectativa de que el lanzamiento inaugural ocurriera a más tardar en diciembre de 2024.
Los preparativos comenzaron en serio a fines de agosto para lo que sería el lanzamiento debut de New Glenn, que llevaría la misión ESCAPADE, que constaba de 2 satélites Photon destinados a Marte con un contrato VADR de la NASA. Sin embargo, después de consultar con la NASA, se decidió renunciar a la ventana de lanzamiento de octubre para evitar "desafíos significativos de costos, cronograma y técnicos", así como los riesgos de retirar combustible del vehículo en caso de un retraso en el lanzamiento.
A partir de septiembre de 2024, está previsto que el lanzamiento debut sea un lanzamiento de demostración para el programa de Lanzamiento Espacial de Seguridad Nacional de la Fuerza Espacial de los Estados Unidos. El propulsor para el vuelo se llama So You're Telling Me There's a Chance, en alusión a la dificultad de aterrizar un propulsor reutilizable en el primer intento.
Las pruebas continuaron en octubre de 2024 con exitosas pruebas de encendido en caliente de la segunda etapa. La primera etapa completada (GS1) se trasladó a la plataforma el 29 de octubre de 2024 antes del primer vuelo.
El vehículo del Vuelo 1 fue trasladado a la plataforma de lanzamiento el 20 de noviembre de 2024 para realizar pruebas de fuego estático. El ensayo general húmedo completo tuvo lugar el 19 de diciembre de 2024, y se realizó un fuego estático de 24 segundos el 27 de diciembre.
El 2 de enero de 2025, la barcaza no tripulada Landing Plataform Vessel 1 (LPV-1) junto con el barco de apoyo llamado Harvey Stone, salieron del puerto de cabo cañaveral hacia el océano Atlántico, donde se espera que aterrice por primera vez la primera etapa del New Glenn.

## Lanzamiento
El 13 de enero de 2025, Blue Origin intento su primer intento de lanzamiento con el vehículo. Después de varios deslices en la cuenta regresiva, el intento se canceló aproximadamente a las 3:05 a. m. EST (0805 UTC).
El 16 de enero de 2025, a las 2.03 AM EST (0703 UTC), después de varios contratiempos el New Glenn se lanzó por primera vez. Blue Origin alcanzó la órbita en su primer intento, inyectando la etapa superior GS-2 y la carga útil del prototipo Blue Ring en la órbita terrestre media. Blue Origin ha declarado que GS-1, la primera etapa de New Glenn, se perdió en el descenso. La telemetría mostró que el cohete estaba viajando a una velocidad aproximada de Mach 5,5 a una altitud de 84.226 pies (25,7 km) antes de que se considerara perdido.   